# Adia densibarbata
Adia densibarbata är en tvåvingeart som först beskrevs av Fan 1982.  Adia densibarbata ingår i släktet Adia och familjen blomsterflugor. Inga underarter finns listade i Catalogue of Life.